# Jeanne Haag
Jeanne Haag (* 26. Oktober 1983 in Straßburg) ist eine ehemalige französische Fußballspielerin.

## Fußball
Die Mittelfeldspielerin begann ihre Karriere in Ostwald und beim SC Schiltigheim, wechselte von dort zur ESOF La Roche und 2003 weiter zum SC Freiburg in die deutsche Bundesliga. In der Saison 2004/2005 spielte sie beim französischen Erstligisten FC Vendenheim, ehe sie 2005 wieder nach Freiburg zurückkehrte. Nachdem Haag mit Ablauf ihres Vertrags am 30. Juni 2011 den Breisgau verlassen hatte, stand sie erneut beim FC Vendenheim unter Vertrag. Nach einer Saison kehrte sie nach Deutschland zurück und schloss sich dem SC Sand an.

## Persönliches
Haag arbeitet hauptberuflich als Postangestellte.